# لوئیزویل کهن (کنتاکی)
لوئیزویل کهن (به انگلیسی: Old Louisville) یک محله و بافت تاریخی در ایالات متحده آمریکا است که در لوییویل، کنتاکی واقع شده‌است.